# El Tepehuaje, Sinaloa
El Tepehuaje är en ort i Mexiko.   Den ligger i kommunen El Fuerte och delstaten Sinaloa, i den västra delen av landet, 1 200 km nordväst om huvudstaden Mexico City. El Tepehuaje ligger 238 meter över havet och antalet invånare är 390.
Terrängen runt El Tepehuaje är platt åt sydväst, men åt nordost är den kuperad. Runt El Tepehuaje är det ganska glesbefolkat, med 23 invånare per kvadratkilometer. Närmaste större samhälle är Choix, 16,3 km nordost om El Tepehuaje. Trakten runt El Tepehuaje består till största delen av jordbruksmark.